# Operación LUSTY
LUSTY (acrónimo de LUftwaffe Secret TechnologY) fue una operación militar de las Fuerzas Armadas de Estados Unidos desarrollada a finales de la Segunda Guerra Mundial con el propósito de recolectar información y material sobre el armamento secreto de la recién derrotada Alemania nazi.
Bajo las órdenes del coronel Harold E. Watson del Ejército de los Estados Unidos, un grupo de militares recobraron material de guerra y lo reunieron en Cherburgo, Francia, donde fue embarcado en el portaaviones de escolta HMS Reaper. Dentro de este material cabe destacar el caza nocturno Heinkel He 219, el caza a reacción Messerschmitt Me 262, el caza a reacción desechable de un solo motor Heinkel He 162 Volksjäger de producción en masa y el caza cohete Messerschmitt Me 163 Komet.
- Datos: Q9052602